# Markus Löffelhardt
Markus Löffelhardt (* 6. September 1961 in Ellwangen) ist ein deutscher
Publizist, Texter und Fotograf im Themenbereich Architektur und Kunst.
Der Kunsthistoriker Löffelhardt forschte nach seinem Studium bei der
Stiftung Bauhaus-Dessau im Rahmen eines mehrjährigen Projekts
zu Bauten der Klassischen Moderne. Danach übernahm er die Leitung und
Geschäftsführung der Fortbildungseinrichtung Oikolog in Niedersachsen, welche ihre Zielsetzung in der Vermittlung von Kenntnissen und Sensibilität im Umgang mit historischer Architektur hatte.
2005 gründete er die Agentur für Architektur und Kunst, deren
Tätigkeitsschwerpunkt auf unterschiedlichen Publikationen zur
zeitgenössischen Architektur und auf der Architekturfotografie liegt.
Innerhalb weniger Jahre machte sich Löffelhardt einen Namen der weit
über Architekten- und Künstlerkreise hinausreicht. Besondere Beachtung
fanden dabei u. a. seine Architekturführer, die eine Schnittstelle
zwischen Architektenschaft und Bevölkerung besetzen und mit Erfolg eine
breite Öffentlichkeit erreichen.

## Schriften
- Denkmalpflegeprojekt Oikolog III, Jahresbericht 2003, Hrsg.: Markus Löffelhardt und Dr. Bernd Lohmann, 146 S., nicht im Handel
- Architektur in Freiburg, Stadtführer zeitgenössischer Architektur, Hrsg.: Markus Löffelhardt, Modo-Verlag Freiburg, Erstauflage 2004, 134 S., ISBN 3-937014-05-5, Zweitauflage 2006, 200 S., ISBN 3-937014-34-9
- Üppigland Festes Land, Stefan Heide, Künstlerbuch, 2005, 36 S., Text von Markus Löffelhardt
- Hannes Norberg, Künstlerbuch, Hrsg.: Galerie Benden & Klimczak, Köln, Modo-Verlag Freiburg, 2005, 84 S., Text von Markus Löffelhardt ISBN 3-937014-21-7
- Bauen für Forschung und Lehre 1957–2007, Hrsg.: Vermögen und Bau BW, Universitätsbauamt Freiburg, Erstauflage 2007, 186 S., Markus Löffelhardt: Mitarbeit bei den Texten, nicht im Handel
- 100 Jahre Bauen in Baden, darin: "Die Entwicklung von Bautechnik und Baustoffen von der Industrialisierung bis heute" von Markus Löffelhardt, Hrsg.: Verband der Bauwirtschaft Südbaden, Modo-Verlag Freiburg, 2007, 80 S., ISBN 3-937014-51-9
- Die Besten Häuser und ihre Architekten, Wettbewerbsergebnisse Wohnungsbau in Baden-Württemberg, Hrsg.: Markus Löffelhardt in Kooperation mit der Agentur Scholz & Friends, Broschüre im Magazin STERN, 31. Oktober 2007, 40 S.
- Offenburg – Neue Architektur, Stadtführer zeitgenössischer Architektur, Hrsg.: Markus Löffelhardt, Mildenberger Verlag Offenburg, Erstauflage 2009, 144 S., ISBN 978-3-619-99950-7
- Karlsruhe – Neue Architektur, Hrsg.: Markus Löffelhardt, Rudolf Röser Verlag, Karlsruhe, Erstauflage 2010, 192 S., ISBN 978-3-9805361-4-1
- Heilbronn – Neue Architektur in Stadt und Landkreis, Hrsg.: Markus Löffelhardt, Verlag Edition Quadrat, Mannheim, Erstauflage 2012, 244 S., ISBN 978-3-941001-09-1
- Heidelberg, Ludwigshafen, Mannheim – Neue Architektur, Hrsg.: Markus Löffelhardt, Verlag Edition Quadrat, Mannheim, Erstauflage 2012, 308 S., ISBN 978-3-941001-10-7
- Freiburg – Neue Architektur, Hrsg.: Markus Löffelhardt, Verlag Edition Quadrat, Mannheim, Neuauflage 2013, 228 S., ISBN 978-3-941001-15-2
- Ortenaukreis – Neue Architektur, Hrsg.: Markus Löffelhardt, Verlag Edition Quadrat, Mannheim, Erstauflage 2013, 184 S., ISBN 978-3-941001-13-8
- Rems-Murr-Kreis – Neue Architektur, Hrsg.: Markus Löffelhardt, Verlag Edition Quadrat, Mannheim, Erstauflage 2014, 240 S., ISBN 978-3-941001-22-0
- Konstanz Kreuzlingen. Architektur seit 1918, Verlag Edition Quadrat, Erstauflage 2017, 336 S., ISBN 978-3-941001-31-2
- Karlsruhe Neue Architektur, Verlag Edition Quadrat, Mannheim, Neuauflage 2018, 204 S., ISBN 978-3-941001-30-5
- Gemeinschaftsschule Gebhard Konstanz, Monografie über den Neubau einer Schule, Hrsg.: Stadt Konstanz/Hochbauamt Konstanz, 2018, glatt beschnittenes Hardcover, 48 S.
- Ortenau – Neue Archtektur, Hrsg.: Markus Löffelhardt, Verlag Edition Quadrat Mannheim, Neuauflage 2019, 152 S., ISBN 978-3-941001-33-6
- Heidelberg Ludwigshafen Mannheim – Neue Architektur, Hrsg.: Markus Löffelhardt, Verlag Edition Quadrat Mannheim, Neuauflage 2021, 340 S., ISBN 978-3-941001-34-3
- Rheingarten. Architektur und Städtebau. Monografie über den Neubau eines Bürogebäudes, Hrsg. Markus Löffelhardt Berlin 2023. Fadenbindung in Leineneinband 120 Seiten mit Fotografien von Helmuth Scham, Konstanz